# Franz Lochmatter
Franz Lochmatter, né le 25 septembre 1878 à Saint-Nicolas et mort le 17 août 1933 au Weisshorn, est un alpiniste et grimpeur suisse, qui constitua avec V.J.E. Ryan l'une des plus brillantes cordées de l'histoire de l'alpinisme.

## Biographie

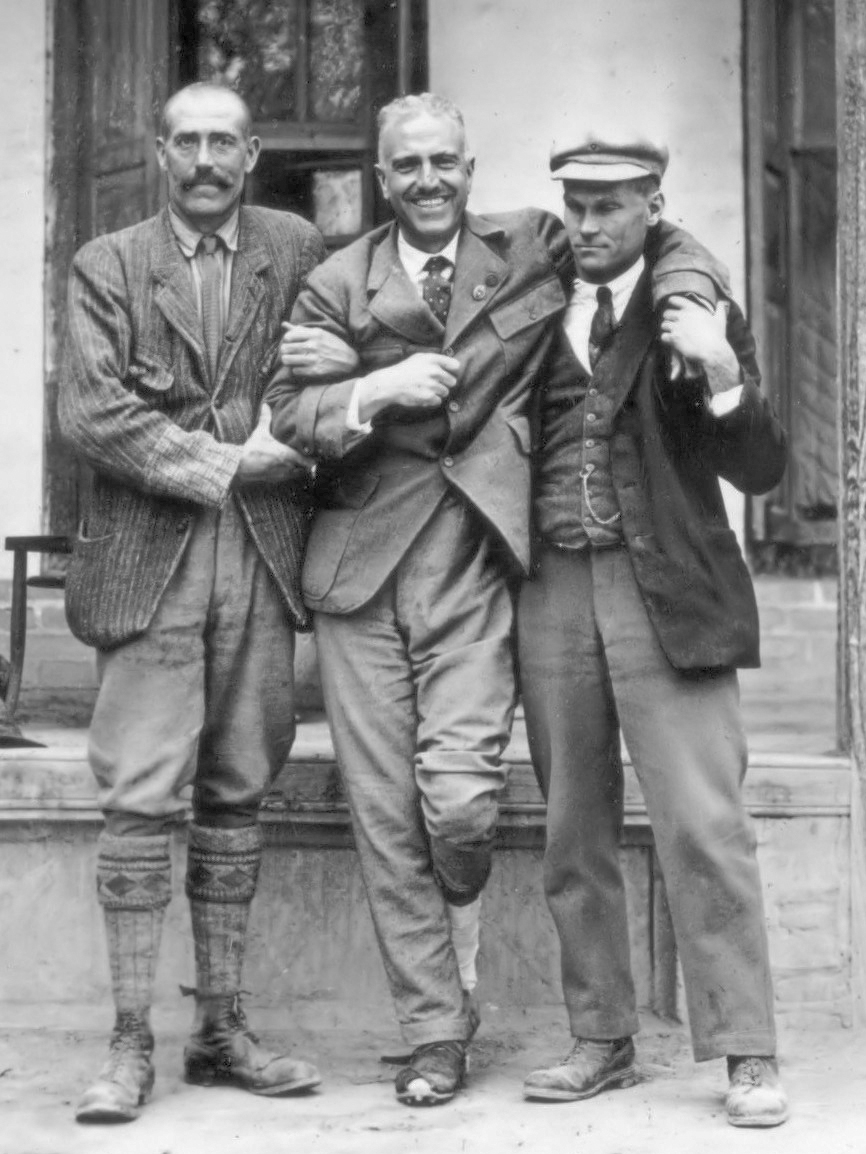
Franz Lochmatter, Philips Christiaan Visser et Rudy Wyss à Yarkand en Chine, lors d'une expédition au Karakoram en 1930

Son père Jozef Marie Lochmatter était guide de haute montagne et décède dans l'ascension de la dent Blanche en août 1882. Ses cinq garçons deviennent tous guides de montagne.
Originaire du même village que Peter et Joseph Knubel, Franz Lochmatter officie tout d'abord comme second guide avant d'être diplômé en 1906. Aussi à l'aise sur le rocher que sur la glace, Franz Lochmatter commence à grimper avec V.J.E. Ryan dès 1903. Cette association, renforcée par la présence de Josef, frère aîné de Franz, dure jusqu'en 1907 et reprend en 1914. Entre-temps, Franz Lochmatter est engagé par un autre alpiniste anglais pour une expédition sur le Kamet. À partir de 1919, sa carrière alpine quitte le domaine de l'escalade extrême pour s'orienter vers l'organisation d'excursions en Himalaya. Le 17 août 1933, Franz Lochmatter se tue en redescendant du Weisshorn, après une chute de 400 m.

## Premières ascensions
- 1904 - traversée du Petit Dru au Grand Dru
- 1905 - face est de l'aiguille du Grépon
- 1905 - versant Charpoua à l'aiguille Verte
- 1906 - aiguille du Plan par l'arête est
- 1906 - versant Mer de Glace à l'aiguille des Grand Charmoz
- 1906 - arête nord-ouest de l'aiguille de Blaitière
- 1906 - arête nord du Nordend
- 1906 - dent d'Hérens par le col Tournenche
- 1906 - face sud-ouest du Täschhorn, en compagnie de Joseph Knubel et Geoffrey Winthrop Young
- 1906 - parcours intégral de l'arête est de la Dent d'Hérens
- 1914 - Plusieurs ascensions dans les aiguilles de Chamonix